# Heliophanus forcipifer
Heliophanus forcipifer este o specie de păianjeni din genul Heliophanus, familia Salticidae, descrisă de Kulczynski, 1895. Conform Catalogue of Life specia Heliophanus forcipifer nu are subspecii cunoscute.